# 大名艮
大名艮（だいなごん）は、福島県郡山市に所在する字である。郵便番号は963-8007。

## 地理
郡山市役所本庁所管地域である市街中心部に属し、住所としては「郡山市字大名艮」と表記される。北で富久山町久保田、東で向河原町、南で東宿、西で大町とそれぞれ隣接する。東日本旅客鉄道（JR東日本）郡山駅西口市街地のうち、住居表示の行われなかった線路沿いの地区の北端部の区域である。東宿再開発地区計画対象区画であり、現在は大型のマンションが建設されている。駅前に所在する郡山警察署駅前交番、および堂前町に所在する郡山消防署本署がそれぞれ管轄にあたる。

### 河川
一級水系阿武隈川水系
- 逢瀬川（北端部が河川敷内をかすめる）

## 世帯数と人口
2024年1月1日現在の世帯数と人口は以下の通りである。
| 町丁   | 世帯数 | 人口  |
| ------ | ------ | ----- |
| 大名艮 | 66世帯 | 124人 |

## 小・中学校の学区
市立小・中学校に通う場合、学区は以下の通りとなる。
| 番地 | 小学校             | 中学校                 |
| ---- | ------------------ | ---------------------- |
| 全域 | 郡山市立赤木小学校 | 郡山市立郡山第二中学校 |

## 交通

### 鉄道
東日本旅客鉄道（JR東日本）
- 東北新幹線
- 東北本線
- 磐越西線

※ 磐越東線の線路敷地は隣接する向河原町に位置する。

### 道路
- 福島県道57号郡山大越線（北端をかすめる）
- 一級市道31号大町大槻線

## 施設等
- プレミスト郡山Station Cross